# Nowiny (rejon wołożyński)
Nowiny (biał. Навіны; ros. Новины) – wieś na Białorusi, w obwodzie mińskim, w rejonie wołożyńskim, w sielsowiecie Raków.

## Historia
W czasach zaborów wieś w gminie Raków, w powiecie mińskim, w guberni mińskiej Imperium Rosyjskiego.
W latach 1921–1945 wieś a następnie kolonia leżała w Polsce, w województwie wileńskim, w powiecie stołpeckim, a od 1927 w powiecie mołodeckim, w gminie Raków.
Według Powszechnego Spisu Ludności z 1921 roku zamieszkiwały tu 143 osoby, 1 była wyznania rzymskokatolickiego, 142 prawosławnego. Jednocześnie 140 mieszkańców zadeklarowało polską, 2 białoruską a 1 rosyjską przynależność narodową. Było tu 27 budynków mieszkalnych. W 1931 w 24 domach zamieszkiwały 143 osoby.
Wierni należeli do parafii rzymskokatolickiej w Rakowie i prawosławnej w Kijowcu. Miejscowość podlegała pod Sąd Grodzki w Rakowie i Okręgowy w Wilnie; właściwy urząd pocztowy mieścił się w Rakowie.
W wyniku napaści ZSRR na Polskę we wrześniu 1939 miejscowość znalazła się pod okupacją sowiecką. 2 listopada została włączona do Białoruskiej SRR. Od czerwca 1941 roku pod okupacją niemiecką. W 1944 miejscowość została ponownie zajęta przez wojska sowieckie i włączona do Białoruskiej SRR.
Od 1991 w składzie niepodległej Białorusi.